# گروک (نهبندان)
گروک یک روستا در ایران است که در شهرستان نهبندان استان خراسان جنوبی واقع شده‌است. گروک ۲۱ نفر جمعیت دارد.

## جمعیت
این روستا در  دهستان شوسف قرار دارد و براساس سرشماری مرکز آمار ایران در سال ۱۳۸۵، جمعیت آن ۲۱ نفر (۷ خانوار) بوده‌است.